# Liste der Baudenkmäler im Wuppertaler Wohnquartier Schenkstraße
Die Liste der Baudenkmäler im Wuppertaler Wohnquartier Schenkstraße enthält die denkmalgeschützten Bauwerke auf dem Gebiet von Wuppertal-Schenkstraße in Nordrhein-Westfalen (Stand: November 2011). Diese Baudenkmäler sind in der Denkmalliste der Stadt Wuppertal eingetragen; Grundlage für die Aufnahme ist das Denkmalschutzgesetz Nordrhein-Westfalen (DSchG NRW).

## Auszug aus der Denkmalliste

### Eingetragene Baudenkmäler
| Bild                               | Bezeichnung                           | Lage                                        | Beschreibung                                                                                            | Bauzeit | Eingetragen seit   | Denkmal- nummer |
| ---------------------------------- | ------------------------------------- | ------------------------------------------- | --- | ------- | ------------------ | --------------- |
| weitere Bilder                     | Siedlung (Siedlung Reinshagen)        | Schenkstraße (Siedlung Reinshagen)          | Zur Siedlung Reinshagen gehören Blaffertsberg 35-43, Hordenbachstr. 10-18, 13-15, Im Vogelsiepen 1-3, 2 |         | 23. November 2000  | 3765            |
| Siedlungshaus(Siedlung Reinshagen) | Siedlungshaus (Siedlung Reinshagen)   | Schenkstraße Blaffertsberg 35 Karte         | Bestandteil der Siedlung Reinshagen                                                                     |         | 23. November 2000  | 3765            |
| Siedlungshaus(Siedlung Reinshagen) | Siedlungshaus (Siedlung Reinshagen)   | Schenkstraße Blaffertsberg 37 Karte         | Bestandteil der Siedlung Reinshagen                                                                     |         | 23. November 2000  | 3765            |
| Siedlungshaus(Siedlung Reinshagen) | Siedlungshaus (Siedlung Reinshagen)   | Schenkstraße Blaffertsberg 39 Karte         | Bestandteil der Siedlung Reinshagen                                                                     |         | 23. November 2000  | 3765            |
| weitere Bilder                     | Siedlungshaus (Siedlung Reinshagen)   | Schenkstraße Blaffertsberg 41 Karte         | Bestandteil der Siedlung Reinshagen                                                                     |         | 23. November 2000  | 3765            |
| Siedlungshaus(Siedlung Reinshagen) | Siedlungshaus (Siedlung Reinshagen)   | Schenkstraße Blaffertsberg 43 Karte         | Bestandteil der Siedlung Reinshagen                                                                     |         | 23. November 2000  | 3765            |
| Siedlungshaus(Siedlung Reinshagen) | Siedlungshaus (Siedlung Reinshagen)   | Schenkstraße Hordenbachstraße 10 Karte      | Bestandteil der Siedlung Reinshagen                                                                     |         | 23. November 2000  | 3765            |
| Siedlungshaus(Siedlung Reinshagen) | Siedlungshaus (Siedlung Reinshagen)   | Schenkstraße Hordenbachstraße 12 Karte      | Bestandteil der Siedlung Reinshagen                                                                     |         | 23. November 2000  | 3765            |
| weitere Bilder                     | Siedlungshaus (Siedlung Reinshagen)   | Schenkstraße Hordenbachstraße 13 Karte      | Bestandteil der Siedlung Reinshagen                                                                     |         | 23. November 2000  | 3765            |
| Siedlungshaus(Siedlung Reinshagen) | Siedlungshaus (Siedlung Reinshagen)   | Schenkstraße Hordenbachstraße 14 Karte      | Bestandteil der Siedlung Reinshagen                                                                     |         | 23. November 2000  | 3765            |
| weitere Bilder                     | Siedlungshaus (Siedlung Reinshagen)   | Schenkstraße Hordenbachstraße 15 Karte      | Bestandteil der Siedlung Reinshagen                                                                     |         | 23. November 2000  | 3765            |
| weitere Bilder                     | Siedlungshaus (Siedlung Reinshagen)   | Schenkstraße Hordenbachstraße 16 Karte      | Bestandteil der Siedlung Reinshagen                                                                     |         | 23. November 2000  | 3765            |
| weitere Bilder                     | Siedlungshaus (Siedlung Reinshagen)   | Schenkstraße Hordenbachstraße 18 Karte      | Bestandteil der Siedlung Reinshagen                                                                     |         | 23. November 2000  | 3765            |
| weitere Bilder                     | Siedlungshaus (Siedlung Reinshagen)   | Schenkstraße Im Vogelsiepen 1 Karte         | Bestandteil der Siedlung Reinshagen                                                                     |         | 23. November 2000  | 3765            |
| Siedlungshaus(Siedlung Reinshagen) | Siedlungshaus (Siedlung Reinshagen)   | Schenkstraße Im Vogelsiepen 2 Karte         | Bestandteil der Siedlung Reinshagen                                                                     |         | 23. November 2000  | 3765            |
| Siedlungshaus(Siedlung Reinshagen) | Siedlungshaus (Siedlung Reinshagen)   | Schenkstraße Im Vogelsiepen 3 Karte         | Bestandteil der Siedlung Reinshagen                                                                     |         | 23. November 2000  | 3765            |
| weitere Bilder                     | Wohnhaus                              | Schenkstraße Kottsiepen 32 Karte            | eine D-Nummer mit Kottsiepen 34                                                                         |         | 29. September 1997 | 4066            |
| weitere Bilder                     | Wohnhaus                              | Schenkstraße Kottsiepen 34 Karte            | eine D-Nummer mit Kottsiepen 32                                                                         |         | 29. September 1997 | 4066            |
| weitere Bilder                     | Wohnhaus                              | Schenkstraße Lüttringhauser Straße 60 Karte | |         | 10. Juni 1996      | 3936            |
| weitere Bilder                     | Wohnhaus                              | Schenkstraße Remscheider Straße 69 Karte    | |         | 22. September 1994 | 3536            |
| weitere Bilder                     | Wohnhaus                              | Schenkstraße Remscheider Straße 93 Karte    | |         | 22. September 1994 | 3537            |
| weitere Bilder                     | Wohnhaus                              | Schenkstraße Remscheider Straße 95 Karte    | |         | 5. November 1984   | 177             |
| weitere Bilder                     | Wohnhaus                              | Schenkstraße Remscheider Straße 97 Karte    | |         | 5. November 1984   | 178             |
| weitere Bilder                     | Wohnhaus                              | Schenkstraße Remscheider Straße 101 Karte   | |         | 11. November 1993  | 3181            |
| weitere Bilder                     | Wohnhaus                              | Schenkstraße Remscheider Straße 103 Karte   | |         | 11. November 1993  | 3188            |
| weitere Bilder                     | Siedlungshaus (Siedlung Schenkstraße) | Schenkstraße 50                             | Bestandteil der Siedlung Schenkstraße                                                                   | 1926    | 25. September 1992 | 2463            |
| weitere Bilder                     | Siedlungshaus (Siedlung Schenkstraße) | Schenkstraße 52                             | Bestandteil der Siedlung Schenkstraße                                                                   | 1926    | 24. September 1992 | 2457            |
| weitere Bilder                     | Siedlungshaus (Siedlung Schenkstraße) | Schenkstraße 54                             | Bestandteil der Siedlung Schenkstraße                                                                   | 1926    | 24. September 1992 | 2447            |
| weitere Bilder                     | Siedlungshaus (Siedlung Schenkstraße) | Schenkstraße 56                             | Bestandteil der Siedlung Schenkstraße                                                                   | 1926    | 24. September 1992 | 2451            |
| weitere Bilder                     | Siedlungshaus (Siedlung Schenkstraße) | Schenkstraße 58                             | Bestandteil der Siedlung Schenkstraße                                                                   | 1926    | 24. September 1992 | 2452            |
| weitere Bilder                     | Siedlungshaus (Siedlung Schenkstraße) | Schenkstraße 60                             | Bestandteil der Siedlung Schenkstraße                                                                   | 1926    | 25. September 1992 | 2460            |
| weitere Bilder                     | Siedlungshaus (Siedlung Schenkstraße) | Schenkstraße 62                             | Bestandteil der Siedlung Schenkstraße                                                                   | 1926    | 25. September 1992 | 2462            |
| weitere Bilder                     | Siedlungshaus (Siedlung Schenkstraße) | Schenkstraße 64                             | Bestandteil der Siedlung Schenkstraße                                                                   | 1926    | 24. September 1992 | 2453            |
| weitere Bilder                     | Siedlungshaus (Siedlung Schenkstraße) | Schenkstraße 66                             | Bestandteil der Siedlung Schenkstraße                                                                   | 1926    | 24. September 1992 | 2458            |
| weitere Bilder                     | Siedlungshaus (Siedlung Schenkstraße) | Schenkstraße 68                             | Bestandteil der Siedlung Schenkstraße                                                                   | 1926    | 24. September 1992 | 2459            |
| weitere Bilder                     | Siedlungshaus (Siedlung Schenkstraße) | Schenkstraße 70                             | Bestandteil der Siedlung Schenkstraße                                                                   | 1926    | 24. September 1992 | 2454            |
| weitere Bilder                     | Siedlungshaus (Siedlung Schenkstraße) | Schenkstraße 72                             | Bestandteil der Siedlung Schenkstraße                                                                   | 1926    | 25. September 1992 | 2461            |
| weitere Bilder                     | Siedlungshaus (Siedlung Schenkstraße) | Schenkstraße 74                             | Bestandteil der Siedlung Schenkstraße                                                                   | 1927    | 18. September 1992 | 2439            |
| weitere Bilder                     | Siedlungshaus (Siedlung Schenkstraße) | Schenkstraße 76                             | Bestandteil der Siedlung Schenkstraße                                                                   | 1927    | 18. September 1992 | 2444            |
| weitere Bilder                     | Siedlungshaus (Siedlung Schenkstraße) | Schenkstraße 78                             | Bestandteil der Siedlung Schenkstraße                                                                   | 1927    | 18. September 1992 | 2445            |
| weitere Bilder                     | Siedlungshaus (Siedlung Schenkstraße) | Schenkstraße 80                             | Bestandteil der Siedlung Schenkstraße                                                                   | 1927    | 18. September 1992 | 2438            |
| weitere Bilder                     | Siedlungshaus (Siedlung Schenkstraße) | Schenkstraße 82                             | Bestandteil der Siedlung Schenkstraße                                                                   | 1927    | 18. September 1992 | 2443            |
| weitere Bilder                     | Siedlungshaus (Siedlung Schenkstraße) | Schenkstraße 84                             | Bestandteil der Siedlung Schenkstraße                                                                   | 1927    | 18. September 1992 | 2442            |
| weitere Bilder                     | Siedlungshaus (Siedlung Schenkstraße) | Schenkstraße 90                             | Bestandteil der Siedlung Schenkstraße                                                                   | 1927    | 20. Januar 1993    | 2683            |
| weitere Bilder                     | Siedlungshaus (Siedlung Schenkstraße) | Schenkstraße 92                             | Bestandteil der Siedlung Schenkstraße                                                                   | 1927    | 20. Januar 1993    | 2687            |
| weitere Bilder                     | Siedlungshaus (Siedlung Schenkstraße) | Schenkstraße 94                             | Bestandteil der Siedlung Schenkstraße                                                                   | 1927    | 3. Februar 1993    | 2733            |
| weitere Bilder                     | Siedlungshaus (Siedlung Schenkstraße) | Schenkstraße 96                             | Bestandteil der Siedlung Schenkstraße                                                                   | 1927    | 3. Februar 1993    | 85              |
| weitere Bilder                     | Siedlungshaus (Siedlung Schenkstraße) | Schenkstraße 98                             | Bestandteil der Siedlung Schenkstraße                                                                   | 1927    | 3. Februar 1993    | 2734            |
| weitere Bilder                     | Siedlungshaus (Siedlung Schenkstraße) | Schenkstraße 100                            | Bestandteil der Siedlung Schenkstraße                                                                   | 1927    | 20. Januar 1993    | 2682            |
| weitere Bilder                     | Siedlungshaus (Siedlung Schenkstraße) | Schenkstraße 102                            | Bestandteil der Siedlung Schenkstraße                                                                   | 1927    | 20. Januar 1993    | 2693            |
| weitere Bilder                     | Siedlungshaus (Siedlung Schenkstraße) | Schenkstraße 104                            | Bestandteil der Siedlung Schenkstraße                                                                   | 1927    | 3. Februar 1993    | 2735            |
| weitere Bilder                     | Siedlungshaus (Siedlung Schenkstraße) | Schenkstraße 106                            | Bestandteil der Siedlung Schenkstraße                                                                   | 1927    | 3. Februar 1993    | 116             |
| weitere Bilder                     | Siedlungshaus (Siedlung Schenkstraße) | Schenkstraße 108                            | Bestandteil der Siedlung Schenkstraße                                                                   | 1927    | 3. Februar 1993    | 2732            |
| weitere Bilder                     | Siedlungshaus (Siedlung Schenkstraße) | Schenkstraße 110                            | Bestandteil der Siedlung Schenkstraße                                                                   | 1927    | 3. Februar 1993    | 2736            |
| weitere Bilder                     | Siedlungshaus (Siedlung Schenkstraße) | Schenkstraße 112                            | Bestandteil der Siedlung Schenkstraße                                                                   | 1927    | 20. Januar 1993    | 2684            |
| weitere Bilder                     | Fabrikgebäude                         | Schenkstraße Schöne Aussicht 25             | | 1904    | 13. September 2017 | 4246            |

### Ausgetragene Baudenkmäler
| Bild | Bezeichnung | Lage                                  | Beschreibung | Bauzeit | Eingetragen seit | Denkmal- nummer |
| ---- | ----------- | ------------------------------------- | --- | ------- | ---------------- | --------------- |
|      | Wohnhaus    | Schenkstraße Lüttringhauser Straße 58 | Das Gebäude wurde 2012 abgebrochen, die Austragung erfolgte am 20. Dezember 2012. Die ehemalige Denkmal-Nummer 4038 wurde 2014 für das Wohnhaus Heidter Straße 50 neu vergeben. |         | 13. Februar 1997 | 0               |